# 西部鎮區 (伊利諾伊州亨利縣)
西部鎮區（英語：Western Township）是位於美國伊利諾伊州亨利縣的一個行政鎮區。

## 地方資料
根據2010年美國人口普查的數據，西部鎮區的面積為91.80平方千米，當中陸地面積為91.80平方千米，而水域面積為0.00平方千米。當地共有人口2981人，而人口密度為每平方千米32.47人。